# Hutchinson (Minnesota)
Hutchinson é uma cidade localizada no estado americano de Minnesota, no Condado de McLeod.

## Demografia
Segundo o censo americano de 2000, a sua população era de 13.080 habitantes.

## Geografia
De acordo com o United States Census Bureau tem uma área de
20,2 km², dos quais 19,2 km² cobertos por terra e 1,0 km² cobertos por água.

## Localidades na vizinhança
O diagrama seguinte representa as localidades num raio de 24 km ao redor de Hutchinson.